# Dinocryptus apicalis
Dinocryptus apicalis är en stekelart som först beskrevs av Cameron 1902.  Dinocryptus apicalis ingår i släktet Dinocryptus och familjen brokparasitsteklar. Inga underarter finns listade i Catalogue of Life.